# Petras Ponomariovas
Petras Ponomariovas nebo Pjotr Ponomarov (* 28. ledna 1956 Kaunas) je bývalý sovětský a litevský zápasník–judista a sambista ruské národnosti.

## Sportovní kariéra
Se sambem/judem začínal v rodném Kaunasu. Vrcholově se připravoval v policejním sportovním centru Dinamo. V sovětské reprezentaci se pohyboval od roku 1977 v pololehké váze do 65 kg. Na pozici reprezentační jedničky se prosadil krátce po olympijských hrách v Moskvě v roce 1980, když nahrazoval zraněného/odpočívajícího Nikolaje Soloduchina. Stal se prvním judistou z Litevské SSR, který se výrazně prosadil na mezinárodní scéně. Sportovní kariéru ukončil v roce 1985. Věnuje se trenérské práci.